# 27-я стрелковая бригада (2-го формирования)
27-я отдельная стрелковая бригада — стрелковое соединение РККА, ВС Союза ССР, в Великой Отечественной войне.
Сокращённое наименование — 27 осбр.

## История формирования
Формирование создано как Сводный пограничный отряд на базе остатков личного состава 3-го Сортавалского, 5-го Сестрорецкого Краснознамённого, 33-го Сяккиярвского и 102-го Элисенваарского пограничных отрядов, а также мелких подразделений других родов войск НКВД, которые с боями прорвались к этому времени из окружения и сосредоточились в районе Кексгольма.
С 1 сентября 1941 года сводный отряд ведёт бои по удержанию Липполы с целью обеспечить возможность частям 19-го стрелкового корпуса произвести перегруппировку основных сил. С 6 сентября 1941 года отряд ведёт оборону на рубеже: северный берег озера Лемболовское — Масселька, в результате чего противник был задержан и остановлен на рубеже Муллямяки — Мусталово.
В составе действующей армии как сводный отряд действует по 20 сентября 1941 года. 21 сентября приказом штаба 23-й армии № 088 из 3-го, 5-го, 102-го и 33-го пограничных отрядов сформирована Отдельная бригада пограничных войск НКВД, пограничные отряды переименованы в батальоны с сохранением нумерации.
С 6 октября 1941 года бригада обороняла рубеж протяжённостью 37 километров, проходивший по северо-восточному побережью Финского залива, от Кировских островов до Сестрорецка. Штаб бригады находился в посёлке Лисий Нос (По другим сведениям вся бригада находилась в Лисьем Носу).
14 августа 1942 года во исполнение Постановления ГКО СССР № 2100-сс, от 26 июля 1942 года, директивами штаба Ленинградского фронта № 1/18949 от 30 июля 1942 года и штаба 23-й армии № 001002 от 5 августа 1942 года, Отдельная стрелковая бригада пограничных войск НКВД охраны тыла Ленинградского фронта передана в состав РККА и переформирована в 27-ю отдельную стрелковую бригаду по штатам № 04/330 — 04/342. Пограничные отряды переформированы в отдельные стрелковые батальоны: 3-й Петрозаводский — в 1-й, 5-й Краснознамённый Сестрорецкий — во 2-й Краснознамённый, 33-й — в 3-й, 102-й — в 4-й, вновь сформированы отдельные миномётный и пулемётный батальоны, отдельный истребительно-противотанковый дивизион и отдельный батальон автоматчиков, остальные части переформированы по новым штатам.
В соответствии с директивой Ленинградского фронта № 1/5885, от 25 мая 1943 года, и штаба 23-й армии № 001039, от 26 мая 1943 года, бригада совместно с 13-й отдельной стрелковой бригадой В.в. вошла в состав 201-й стрелковой дивизии.

## Участие в боевых действиях
Период вхождения в действующую армию: 13 августа 1942 года — 27 мая 1943 года.

## В составе
| Подчинение                                           | Подчинение                                           | Подчинение                                              | Подчинение                                           | Подчинение                                           |
| Дата                                                 | Фронт (военный округ)                                | Армия                                                   | Корпус                                               | Примечания                                           |
| Отдельная стрелковая бригада пограничных войск НКВД: | Отдельная стрелковая бригада пограничных войск НКВД: | Отдельная стрелковая бригада пограничных войск НКВД:    | Отдельная стрелковая бригада пограничных войск НКВД: | Отдельная стрелковая бригада пограничных войск НКВД: |
| ---------------------------------------------------- | ---------------------------------------------------- | ------------------------------------------------------- | ---------------------------------------------------- | ---------------------------------------------------- |
| 01.10.1941 года                                      | Ленинградский фронт                                  | 23-я армия                                              | -                                                    | -                                                    |
| 01.11.1941 года                                      | Ленинградский фронт                                  | Управление войск НКВД охраны тыла Ленинградского фронта | -                                                    | -                                                    |
| 01.12.1941 года                                      | Ленинградский фронт                                  | Управление войск НКВД охраны тыла Ленинградского фронта | -                                                    | -                                                    |
| 01.01.1942 года                                      | Ленинградский фронт                                  | Управление войск НКВД охраны тыла Ленинградского фронта | -                                                    | -                                                    |
| 01.02.1942 года                                      | Ленинградский фронт                                  | Управление войск НКВД охраны тыла Ленинградского фронта | -                                                    | -                                                    |
| 01.03.1942 года                                      | Ленинградский фронт                                  | Управление войск НКВД охраны тыла Ленинградского фронта | -                                                    | -                                                    |
| 01.04.1942 года                                      | Ленинградский фронт                                  | Управление войск НКВД охраны тыла Ленинградского фронта | -                                                    | -                                                    |
| 01.05.1942 года                                      | Ленинградский фронт                                  | Управление войск НКВД охраны тыла Ленинградского фронта | -                                                    | -                                                    |
| 01.06.1942 года                                      | Ленинградский фронт                                  | Управление войск НКВД охраны тыла Ленинградского фронта | -                                                    | -                                                    |
| 01.07.1942 года                                      | Ленинградский фронт                                  | 23-я армия                                              | -                                                    | -                                                    |
| 01.08.1942 года                                      | Ленинградский фронт                                  | 23-я армия                                              | -                                                    | -                                                    |
| 27-я отдельная стрелковая бригада:                   |                                                      |                                                         |                                                      |                                                      |
| 01.09.1942 года                                      | Ленинградский фронт                                  | 23-я армия                                              | -                                                    | -                                                    |
| 01.10.1942 года                                      | Ленинградский фронт                                  | 23-я армия                                              | -                                                    | -                                                    |
| 01.11.1942 года                                      | Ленинградский фронт                                  | 23-я армия                                              | -                                                    | -                                                    |
| 01.12.1942 года                                      | Ленинградский фронт                                  | 23-я армия                                              | -                                                    | -                                                    |
| 01.01.1943 года                                      | Ленинградский фронт                                  | 23-я армия                                              | -                                                    | -                                                    |
| 01.02.1943 года                                      | Ленинградский фронт                                  | 23-я армия                                              | -                                                    | -                                                    |
| 01.03.1943 года                                      | Ленинградский фронт                                  | 23-я армия                                              | -                                                    | -                                                    |
| 01.04.1943 года                                      | Ленинградский фронт                                  | 23-я армия                                              | -                                                    | -                                                    |
| 01.05.1943 года                                      | Ленинградский фронт                                  | 23-я армия                                              | -                                                    | -                                                    |

## Состав
- управление бригады (штат № 04/330);
- 1-й отдельный стрелковый батальон (штат № 04/331);
- 2-й Краснознамённый отдельный стрелковый батальон (штат № 04/331);
- 3-й отдельный стрелковый батальон (штат № 04/331);
- 4-й отдельный стрелковый батальон (штат № 04/331);
- отдельный миномётный батальон, до 12.11.1942 (штат № 04/332);
- отдельный батальон автоматчиков (штат № 04/333);
- отдельный миномётный дивизион (штат № 04/334);
- отдельный истребительно-противотанковый дивизион (штат № 04/335);
- отдельный артиллерийский дивизион (штат № 04/336);
- отдельная рота связи (штат № 04/337);
- отдельная разведывательная рота (штат № 04/338);
- отдельная сапёрная рота (штат № 04/339);
- отдельная рота подвоза (штат № 04/340);
- отдельная медико-санитарная рота (штат № 04/341);
- отдельный пулемётный батальон (штат № 04/342);
- полевая хлебопекарня, с 27.09.1942 (штат № 04/343)

## Командиры
- Буньков, Степан Михайлович (14.08.1942 — 09.12.1942), полковник;
- Сонников, Григорий Леонтьевич (09.12.1942 — 27.05.1943), полковник

### Военный комиссар (с 9.10.1942 заместитель командира дивизии по политической части)
- Смоляк Иван Кононович (14.08.1942 — 27.05.1943), подполковник

### Начальник штаба
- Болдырев Михаил Никитич (14.08.1942 — 27.05.1943), подполковник